# 50 złotych 1981 Światowy Dzień Żywności
50 złotych 1981 Światowy Dzień Żywności – okolicznościowa moneta pięćdziesięciozłotowa, wprowadzona do obiegu 15 maja 1981 r. zarządzeniem z 27 kwietnia 1981 r. (M.P. z 1981 r. nr 23, poz. 212), wycofana z dniem denominacji z 1 stycznia 1995 r., rozporządzeniem prezesa Narodowego Banku Polskiego z dnia 18 listopada 1994 (M.P. z 1994 r. nr 61, poz. 541).
Monetę wybito w celu upamiętnienia Światowego Dnia Żywności proklamowanego w 1979 r.

## Awers
W centralnej części umieszczono godło – orła bez korony, po bokach rok „1981", pod łapą znak mennicy w Warszawie, poniżej napis „ZŁ 50 ZŁ”, dookoła napis „POLSKA RZECZPOSPOLITA LUDOWA”.

## Rewers
Na tej stronie monety znajduje się pierścień, w środku koło z kłosem zboża i napisem „F A O 16 OCT”, dookoła napis „ŚWIATOWY DZIEŃ ŻYWNOŚCI”.

## Nakład
Monetę bito w Mennicy Państwowej, w miedzioniklu, na krążku o średnicy 30,5 mm, masie 11,7 grama, z rantem ząbkowanym, stemplem zwykłym, w nakładzie 2 523 800 sztuk, według projektów:
- Anny Jarnuszkiewicz (awers) oraz
- Ewy Olszewskiej-Borys (rewers).

Na początku lat 90. XX w. w ramach emisji zestawów rocznikowych monet PRL z lat 1979, 1980, 1981, 1982, 1986, 1987, 1988, 1989, 1990, w Mennicy Państwowej wybito ponownie tę monetę, tym razem stemplem lustrzanym, w nakładzie 5000 sztuk.

## Opis
Moneta jest jedną z jedenastu pięćdziesięciozłotówek okolicznościowych bitych w miedzioniklu, latach 1979–1983.

## Powiązane monety
Tematyka FAO była już wcześniej upamiętniana na monetach:
- okolicznościowej 10 złotówce z 1971 r.
- próbnej kolekcjonerskiej dziesięciozłotówce z 1971 r. – FAO CHLEB DLA ŚWIATA oraz
- próbnej kolekcjonerskiej dziesięciozłotówce z 1971 r. – FAO FIAT PANIS, z dzieckiem ssącym pierś matki.

## Wersje próbne
Istnieje wersja tej monety należąca do serii próbnej w niklu z wypukłym napisem „PRÓBA”, wybita w nakładzie 500 sztuk oraz wersja próbna technologiczna, z wypukłym napisem „PRÓBA”, w miedzioniklu, w nakładzie 20 sztuk.